# Jeffery Cohelan

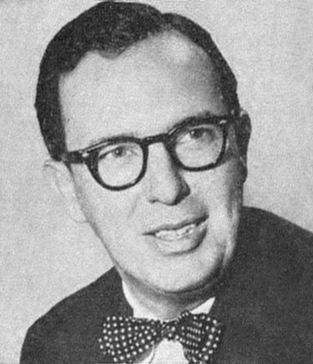
Jeffery Cohelan (1965)

Jeffery Cohelan (* 24. Juni 1914 in San Francisco, Kalifornien; † 15. Februar 1999 in Washington, D.C.) war ein US-amerikanischer Politiker. Zwischen 1959 und 1971 vertrat er den Bundesstaat Kalifornien im US-Repräsentantenhaus.

## Werdegang
Jeffery Cohelan besuchte die öffentlichen Schulen seiner Heimat und das San Mateo Junior College. Danach studierte er an der School of Economics der University of California. Von 1942 bis zu seiner Wahl in den Kongress war er im Alameda County und im Contra Costa County Schatzmeister der Gewerkschaft der Milcherzeuger und Milchausfahrer. Von 1949 bis 1953 war er Mitglied der Berkeley Welfare Commission. Außerdem fungierte er als Referent des Institute of Industrial Relations an der University of California. In den Jahren 1953 und 1954 studierte er in England, unter anderem an der University of Oxford. Cohelan gehörte außerdem der städtischen Kommission von San Francisco für auswärtige Beziehungen an.
Politisch war er Mitglied der Demokratischen Partei. Von 1955 bis 1958 saß er im Stadtrat von Berkeley. Bei den Kongresswahlen des Jahres 1958 wurde Cohelan dann im siebten Wahlbezirk von Kalifornien in das US-Repräsentantenhaus in Washington gewählt, wo er am 3. Januar 1959 die Nachfolge von John Joseph Allen antrat. Nach fünf Wiederwahlen konnte er bis zum 3. Januar 1971 sechs Legislaturperioden im Kongress absolvieren. In diese Zeit fielen unter anderem der Beginn des Vietnamkrieges und die Bürgerrechtsbewegung. Im Jahr 1970 wurde Cohelan von seiner Partei nicht mehr zur Wiederwahl nominiert.
Nach dem Ende seiner Zeit im US-Repräsentantenhaus war er geschäftsführender Direktor der Group Health Association of America. Danach hat er keine weiteren öffentlichen Ämter mehr ausgeübt. Er starb am 15. Februar 1999 in der Bundeshauptstadt Washington.